# Innuendo
„Innuendo“ е албум на британската рок група Куийн издаден през 1991 година. Това е последният студиен албум на групата, докато все още Фреди Меркюри е жив и последният, който се състои изцяло от нови песни. Той достига номер едно в класациите на Обединеното кралство (две седмици), Холандия (четири седмици), Германия (шест седмици), Швейцария (осем седмици) и Италия (три седмици). „Innuendo“ е издаден в САЩ един ден, след като е пуснат във Великобритания и е първият албум на Куийн от The Works, който получава златен сертификат в САЩ веднага след издаването си.
Записите на албума са направени от началото на 1989 г. до края на 1990. На Великден 1987 г., Фреди Меркюри е диагностициран с вируса на СПИН, въпреки това той запазва болестта си в тайна и отрича няколко пъти пред медиите, че е сериозно болен. Продуцентът на групата обявява, че албумът ще излезе през ноември или декември 1990 година, но влошеното здраве на Меркюри отлага излизането на „Innuendo“ за месец януари 1991. С трудния си рок звук и сложен музикален състав едноименната песен „Innuendo“ в известен смисъл връща групата към корените и, както и „I'm Going Slightly Mad“, която се откроява с психеделични ефекти и силни вокали на Меркюри в четири октави. Фреди Меркюри умира десет месеца след излизането на „Innuendo“. Общите продажби към този момент на албума възлизат на около единадесет милиона копия.
Обложката е изработена от Куийн и Ричард Грей. Дизайнът на обложките на синглите, и тези на албума са вдъхновени от илюстрациите на Жан Интенс Исидор Джерард. „Innuendo“ е поставен на 94-та позиция в анкета на Би Би Си от 2006 година, за най-добрите албуми на всички времена.

## Списък на песните
1. Innuendo (Меркюри/Тейлър) – 6:31
2. I'm Going Slightly Mad (Меркюри) – 4:22
3. Headlong (Мей) – 4:38
4. I Can’t Live with You (Мей) – 4:33
5. Don’t Try So Hard (Меркюри) – 3:39
6. Ride the Wild Wind (Тейлър) – 4:42
7. All God’s People (Меркюри/Моран) – 4:21
8. These Are the Days of Our Lives (Тейлър) – 4:15
9. Delilah (Меркюри) – 3:35
10. The Hitman (Мей/Меркюри) – 4:56
11. Bijou (Мей/Меркюри) – 3:36
12. The Show Must Go On (Дийкън/Мей/Меркюри/Тейлър) – 4:35

## Състав
- Фреди Меркюри: водещи и задни вокали, пиано
- Брайън Мей: китари, клавиши
- Роджър Тейлър: барабани, задни вокали
- Джон Дийкън: бас